# Бегомль
Бего́мль (бел. Бяго́мль) — городской посёлок в Докшицком районе Витебской области Беларуси. Административный центр Бегомльского сельсовета. Фактически частью Бегомля является ближайшая деревня Марговица.
Численность населения — 2 343 человек (2025).

## География
Расположен на магистрали М3 в 100 км от Минска на север, 157 км от Витебска на юг, 30 км от Докшиц на восток.

## Геральдика
Герб и флаг учреждены Указом Президента Республики Беларусь от 28 февраля 2011 года № 86 и зарегистрированы в Государственном геральдическом регистре 15 марта 2011 года № Б-180 и № Б-181. Утверждены решением Бегомльского поселкового исполнительного комитета от 28 сентября 2010 года № 285.

## История

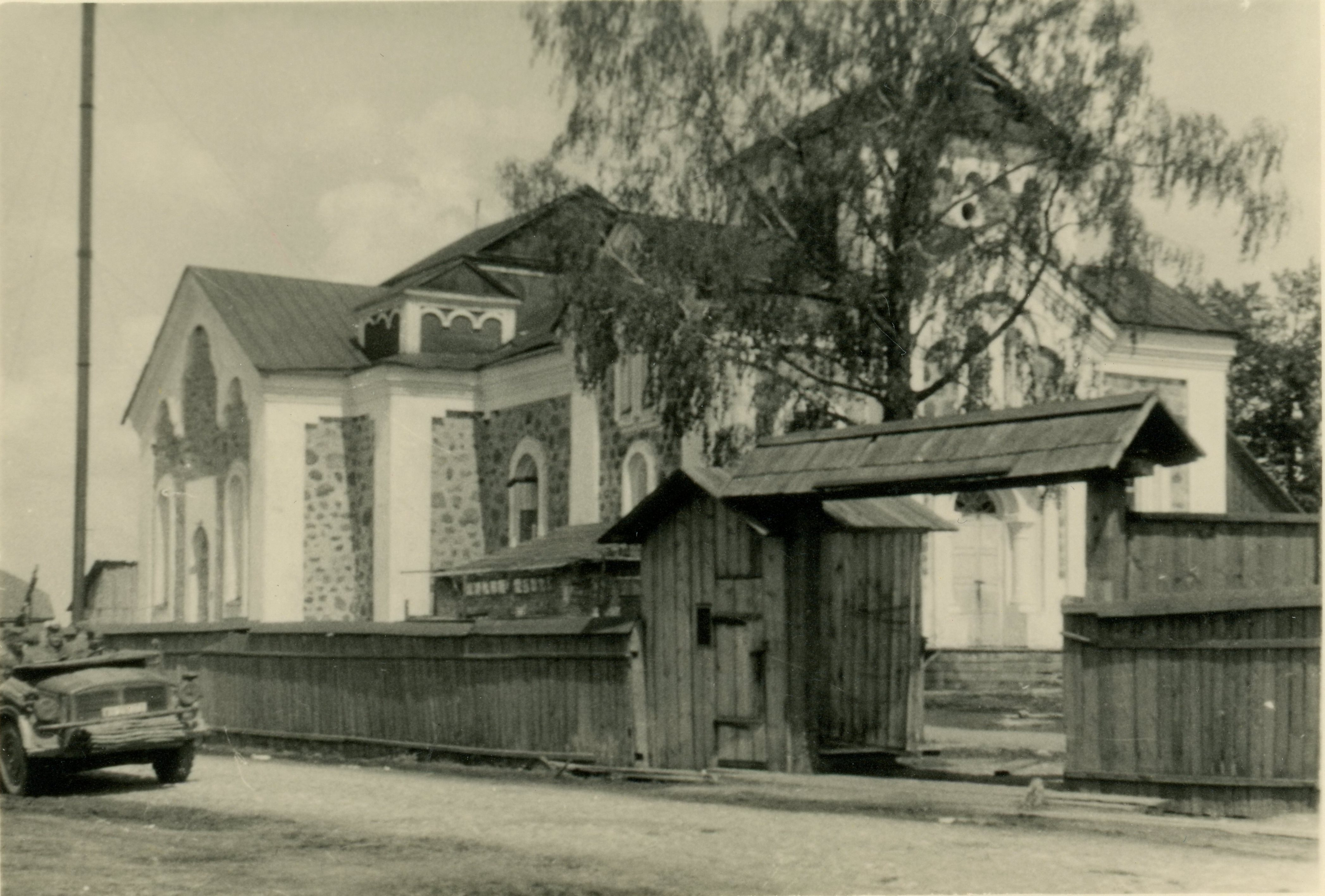
Церковь после перестройки советской властью

Впервые в письменных источниках Бегомль под названием Багомль упоминается в 1582 году как село Минского повета Великого княжества Литовского, Русского и Жемойтского — владение Виленского католического епископата. Затем Бегомль принадлежал Михалу Кейзгаловичу. Доходы с этого поместья Кейзгалович записал на основанную им католическую каплицу.
С 1793 года в результате второго раздела Речи Посполитой Бегомль оказался в составе Российской империи, сначала в Докшицком, а с 1802 года в Борисовском повете Минской губернии. С начала XIX века село принадлежало графу Манузи, при котором центр поместья был перенесен уже в деревню Берсетневка, к которому Бегомль относился и при власти помещика Игната Гавриловича Булгака. С 1861 года село стало местечком, центром волости Борисовского уезда. Зафиксировано участие бегомльцев в событиях шляхетского восстания 1863—1864 годов. В 1886 году упоминается, что в Бегомле было 43 двора, волостное правление, церковь, школа, больница.
Деревянная церковь в Бегомле была построена в 1783 году как греко-католическая по фундации капитула Виленского римо-католического диоцеза, который был владельцем Бегомля. В 1877 году началось строительство каменной православной церкви, проектная стоимость которой была рассчитана на 29 764 руб., из которых 12 181 руб. покрыли прихожане, а остальное — российская казна. Деревянную церковь решено было разобрать из-за старости.
В годы Первой мировой войны Бегомль оказался в прифронтовой зоне. Большая часть мужского населения была мобилизована на фронт.
Согласно Рижскому мирному договору советско-польская граница рассекла пополам территорию современного Докшицкого района. С 1924 года Бегомль стал центром Бегомльского района, с 27 сентября 1938 года — городским посёлком.
Церковь была закрыта советскими властями, а её здание — перестроено в спиртзавод.
Во время Великой Отечественной войны Бегомль был оккупирован немецкими войсками. Произошло это 2 июля 1941 года, около 12 часов дня, когда передовые части 39-го танкового корпуса 3-й танковой группы с ходу вторглись в поселок. Несмотря на это на Бегомльской земле развернулось и начало оказывать активное противодействие фашистам партизанское движение, включавшее 9 партизанских бригад и отдельных отрядов. Результатом этой упорной работы стало фактическое освобождение от немецких войск и появление партизанской зоны, действовавшей вплоть до прихода Красной армии. Бегомльские партизаны обеспечивали устойчивую деятельность партизанского аэродрома. Упомянутый аэродром является одним из мест действия произведения Владимира Казакова «Боевые аэросцепки».
С 20 января 1960 года в связи с упразднением Бегомльского района Бегомль передан в состав Докшицкого района.
Имеется православная и римско-католическая церкви.
В 2009 году в связи с празднованием 65-й годовщины освобождения Республики Беларусь от немецко-фашистских захватчиков и в целях увековечения подвига воинов Красной Армии, партизан и подпольщиков Бегомль награждён вымпелом «За мужнасць і стойкасць у гады Вялікай Айчыннай вайны» (Указ Президента Республики Беларусь от 29 июня 2009 года № 355).

## Население
Численность населения — 2 343 человек (на 1 января 2025 года).
Бегомль — многонациональный посёлок, большинство населения составляют белорусы.
По данным переписи 1939 года в Бегомле проживало 2038 человек: 1645 белорусов, 206 евреев, 94 русских, 26 поляков, 21 украинец и 46 представителей других национальностей.
| Год         | 1886 | 1924 | 1937  | 2004  | 2008  | 2009  | 2014  | 2019  | 2023   | 2024   | 2025   |
| ----------- | ---- | ---- | ----- | ----- | ----- | ----- | ----- | ----- | ------ | ------ | ------ |
| Численность | 470  | ▲781 | ▲1779 | ▲3000 | ▲3059 | ▼2800 | ▼2638 | ▼2548 | ▼2 457 | ▼2 405 | ▼2 343 |

В 2017 году в Докшицах родилось 87 и умерло 77 человек. Коэффициент рождаемости — 12,6 на 1000 человек (средний показатель по району — 10,9, по Витебской области — 9,6, по Республике Беларусь — 10,8), коэффициент смертности — 11,2 на 1000 человек (средний показатель по району — 21,2, по Витебской области — 14,4, по Республике Беларусь — 12,6). По уровню рождаемости Докшицы занимают второе место среди районных центров Вите

## Экономика и промышленность

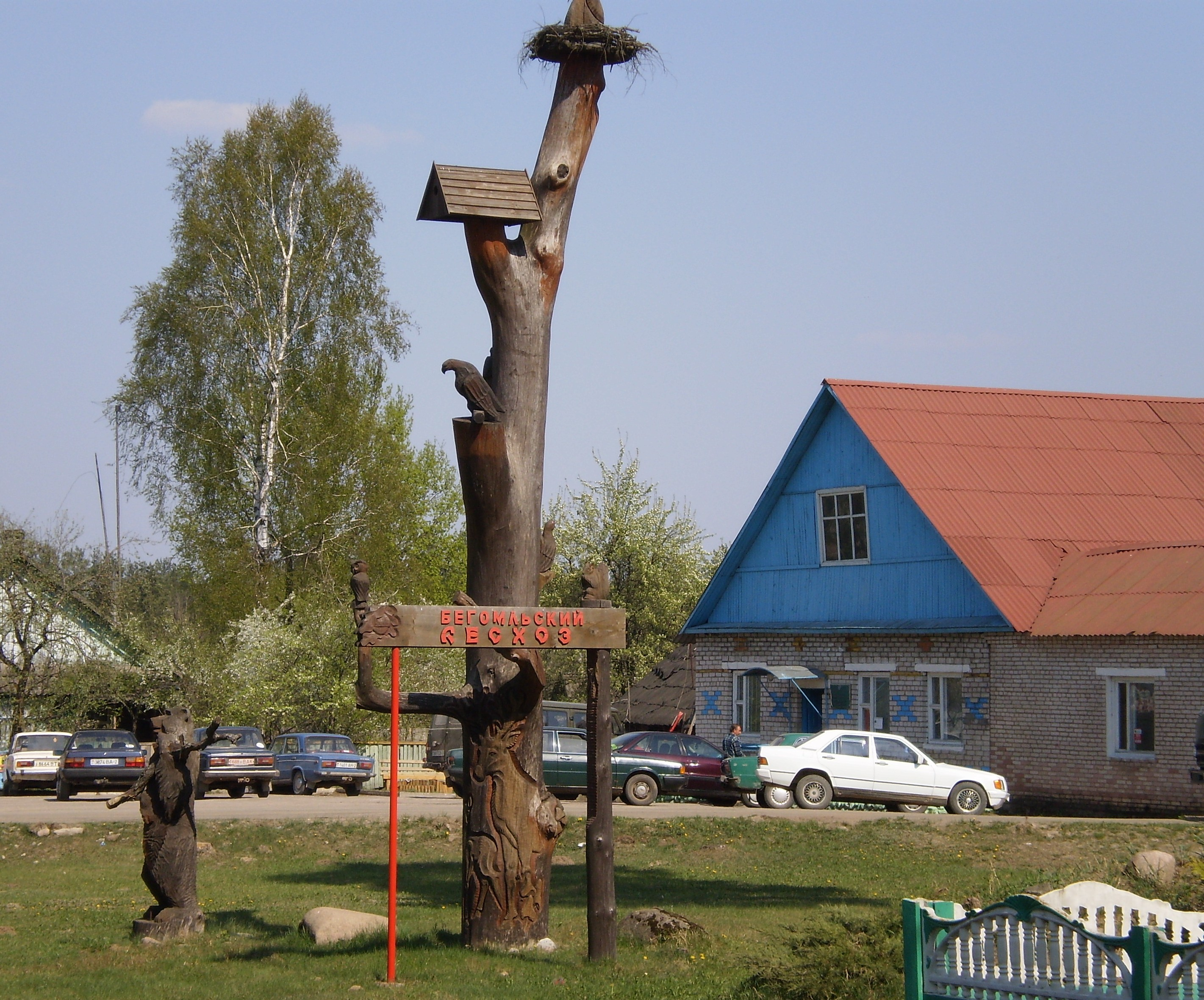
Бегомльский лесхоз

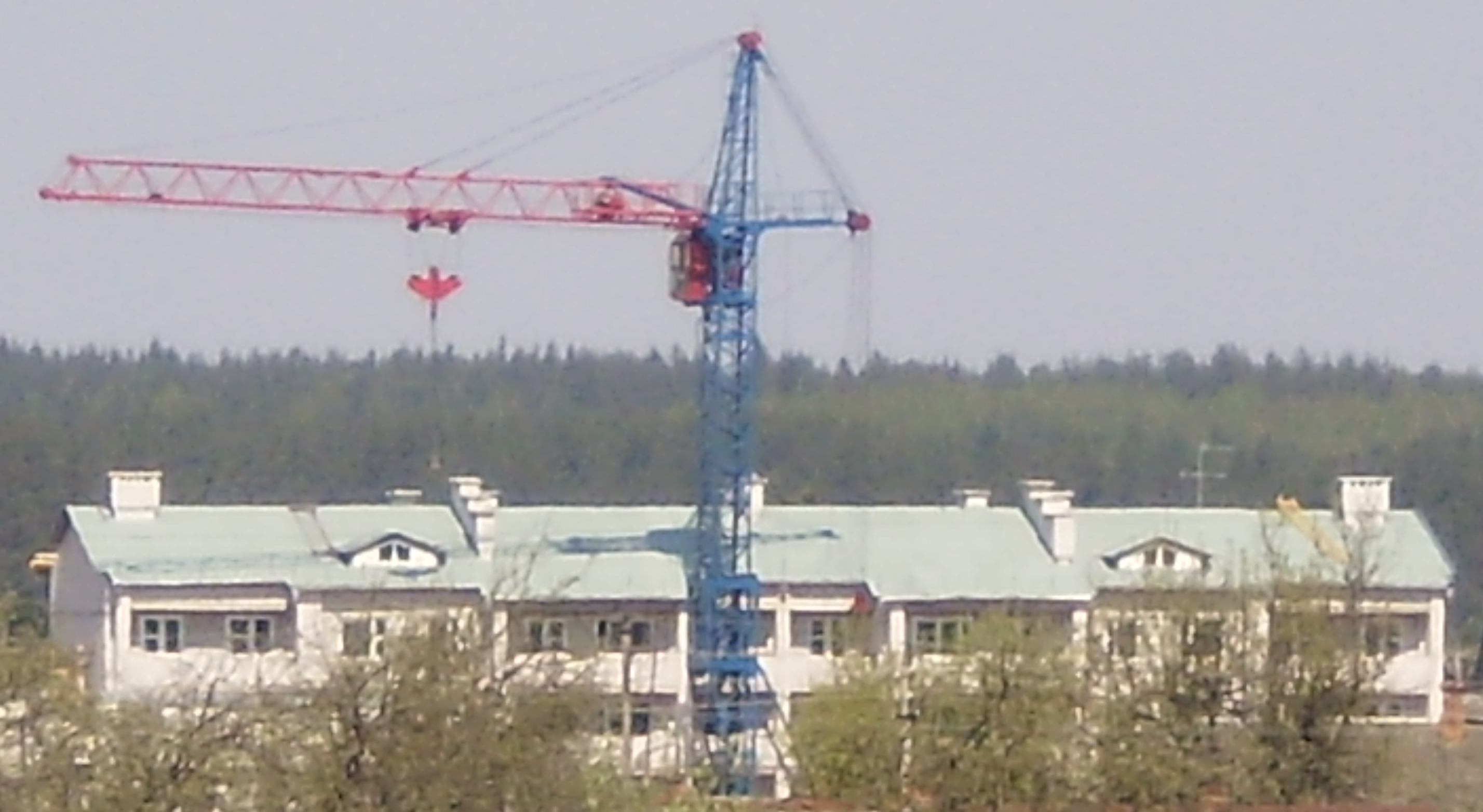
Строящийся многоэтажный дом в районе Аэродрома

В 1870—1874 годы построен спиртзавод. Работают сельскохозяйственные предприятия (СХФ «Бегомльский» ОАО «Витебскдрев»), предприятие электронной промышленности (Республиканское унитарное производственное предприятие «Бегомльский завод «Ветразь»), налажено производство строительных материалов (Коммунальное унитарное производственное предприятие «Докшицкий комбинат строительных материалов»), представлена деревообрабатывающая промышленность (ГЛХУ «Бегомльский лесхоз»).
РУПП «Ветразь» (численность работающих — 50 человек) выпускает конденсаторы, бытовые инкубаторы, ёлочные украшения и другие виды изделий.
Филиал по выпуску комплектующих для лифтов РУП «Завод «Могилёвлифтмаш».
КУП «Докшицкий комбинат строительных материалов» (количество работающих — 34 человека) изготавливает щиты для строительства домов, пиломатериалы, заборные щиты, постельное белье. За прошедшее время объём производства продукции на предприятии вырос в 1,8 раза за счет освоения выпуска постельного белья из улучшенных видов ткани.
Была разработана Программа социально-экономического развития городского посёлка Бегомль на 2006—2010 годы. Реконструирован участок трассы М3, проходящий через Бегомль, с целью улучшения оказываемого придорожного сервиса. Было начато строительство новой телефонной станции емкостью до 1216 номеров.

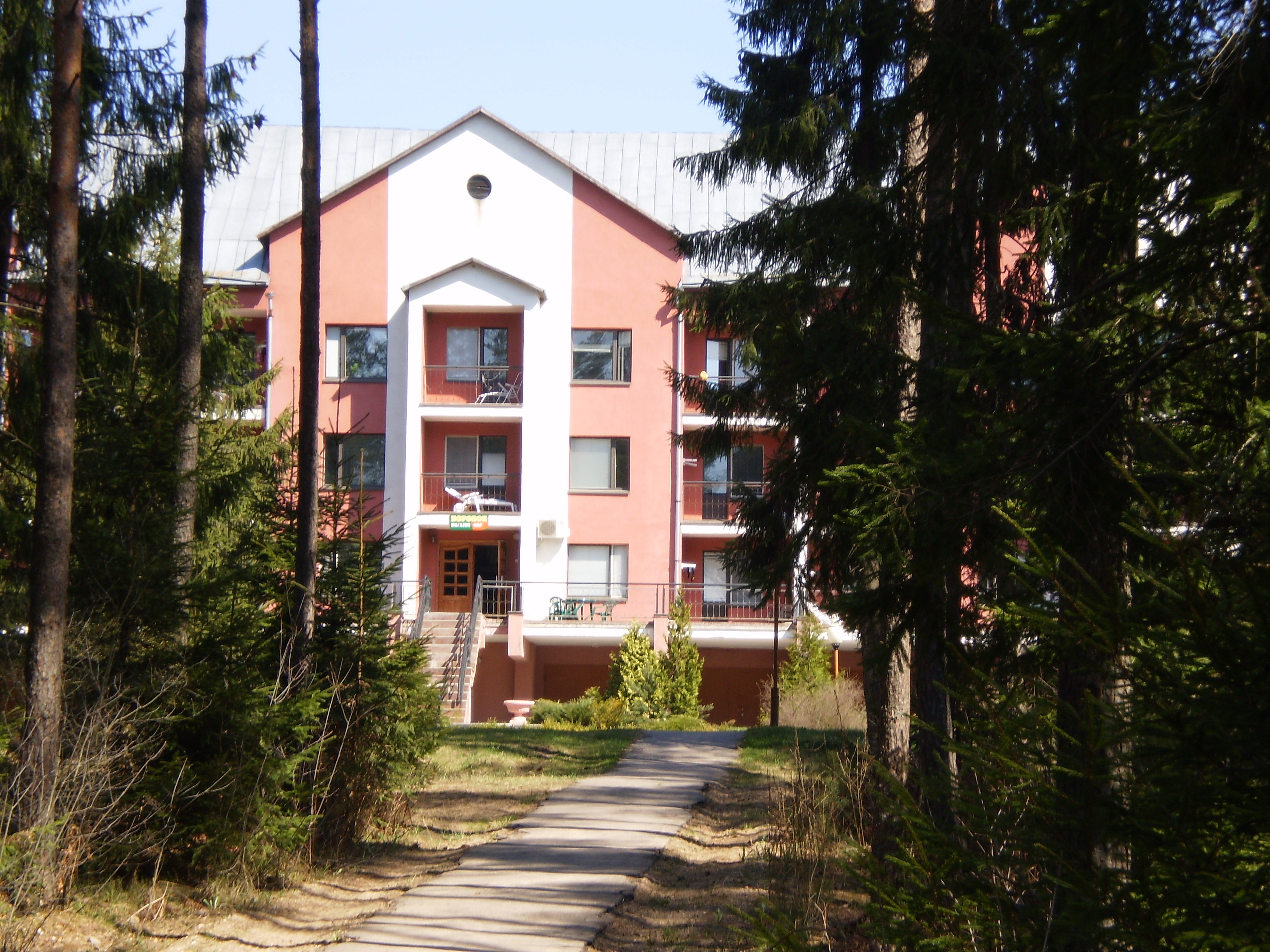
Санаторий «Боровое»
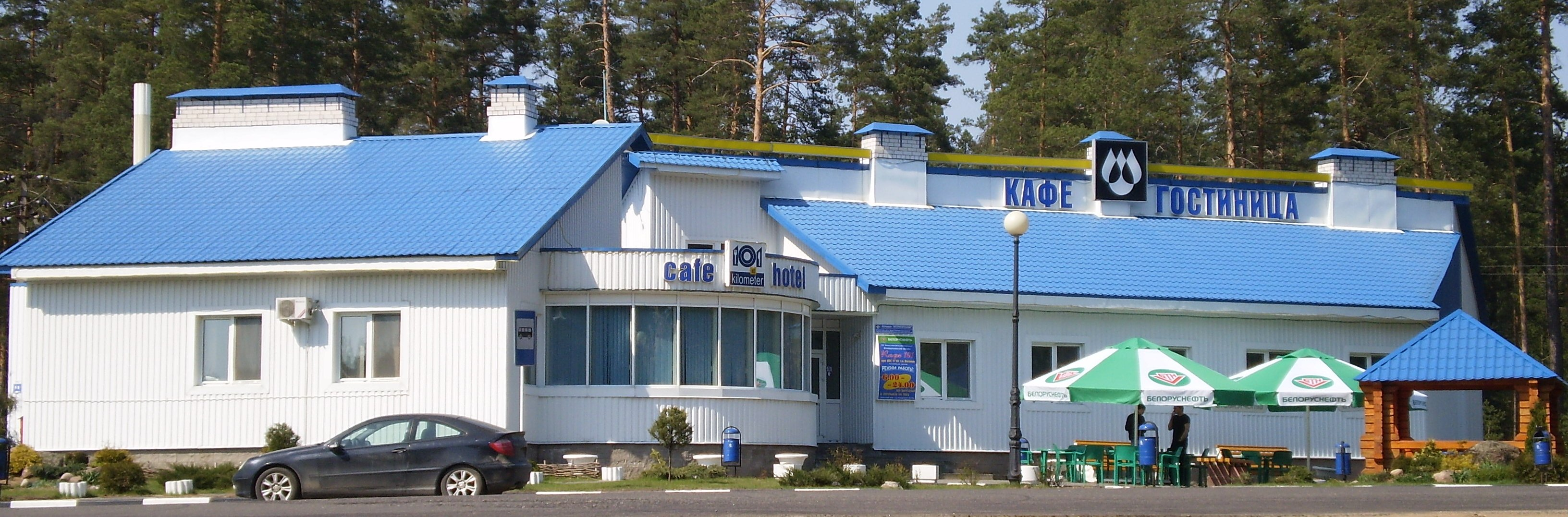
Мотель «101 километр»
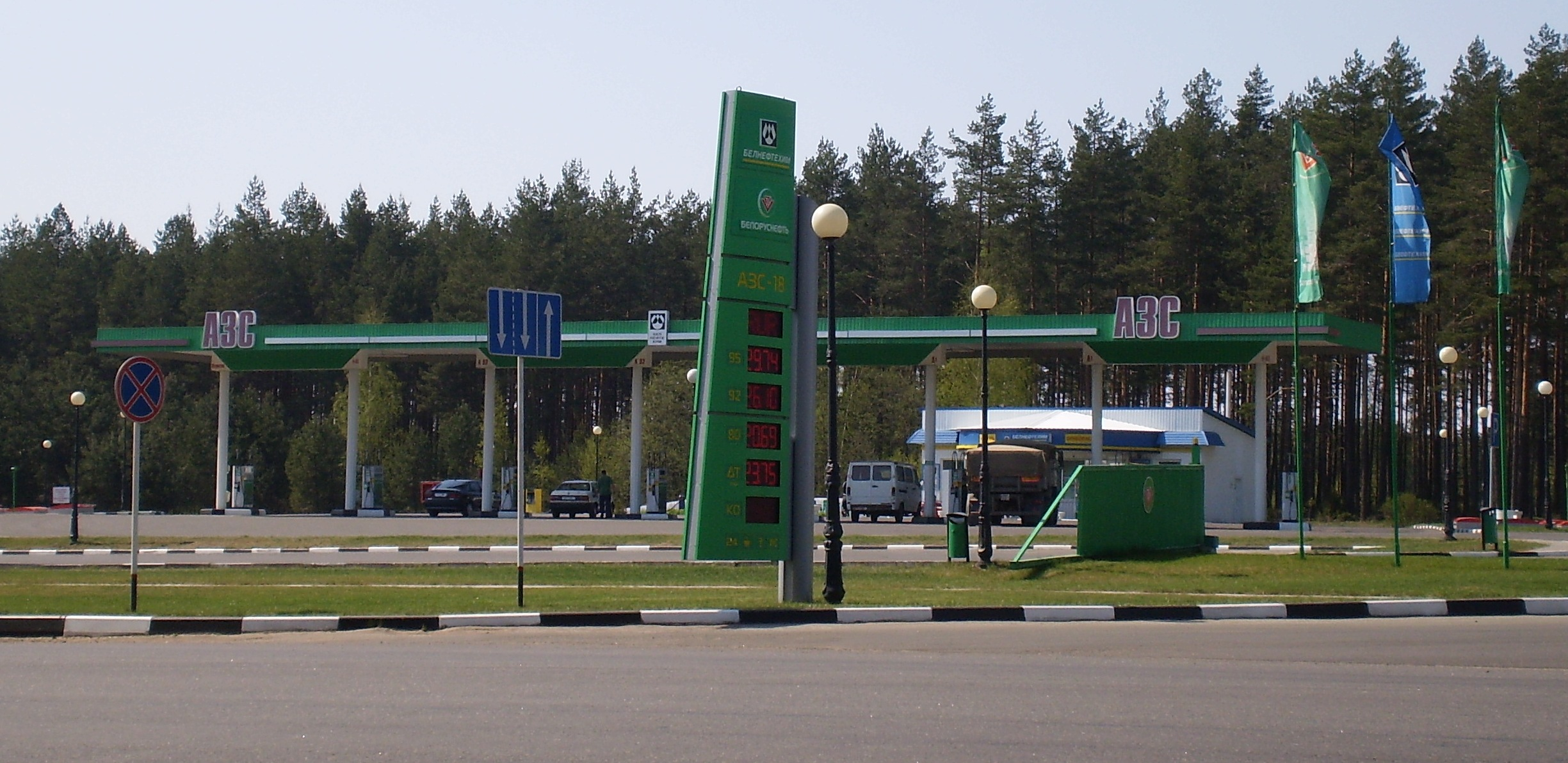
Автозаправочная станция
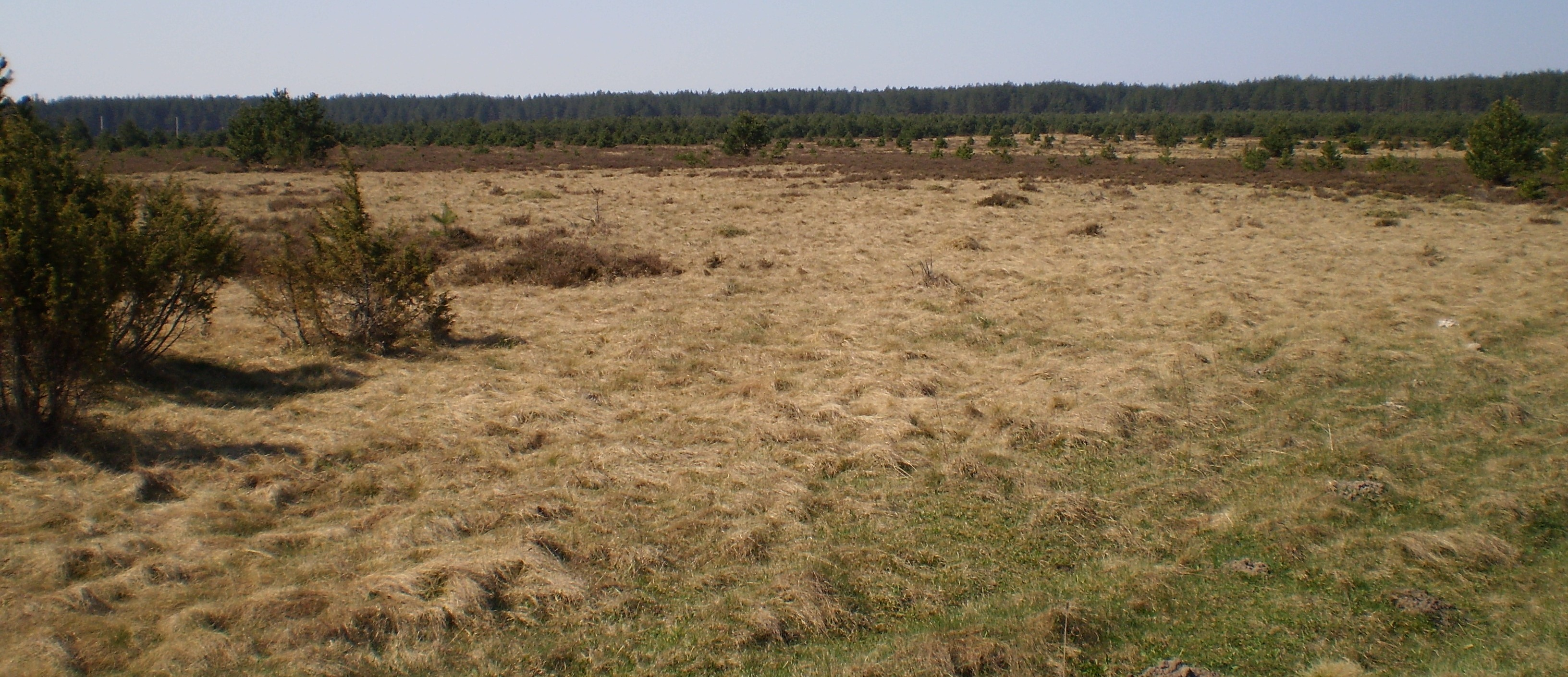
Партизанский аэродром в мае 2009 года

## Транспорт
В Бегомле находится филиал Лепельского автотранспортного предприятия № 14 (7 автобусов и 6 грузовых автомобилей), осуществляется обслуживание регулярных автобусных рейсов через автостанцию «Бегомль». Транспортный поток проходит транзитом в северные районы Беларуси, а также направляется в Псков, Санкт-Петербург, Ригу.

## Образование

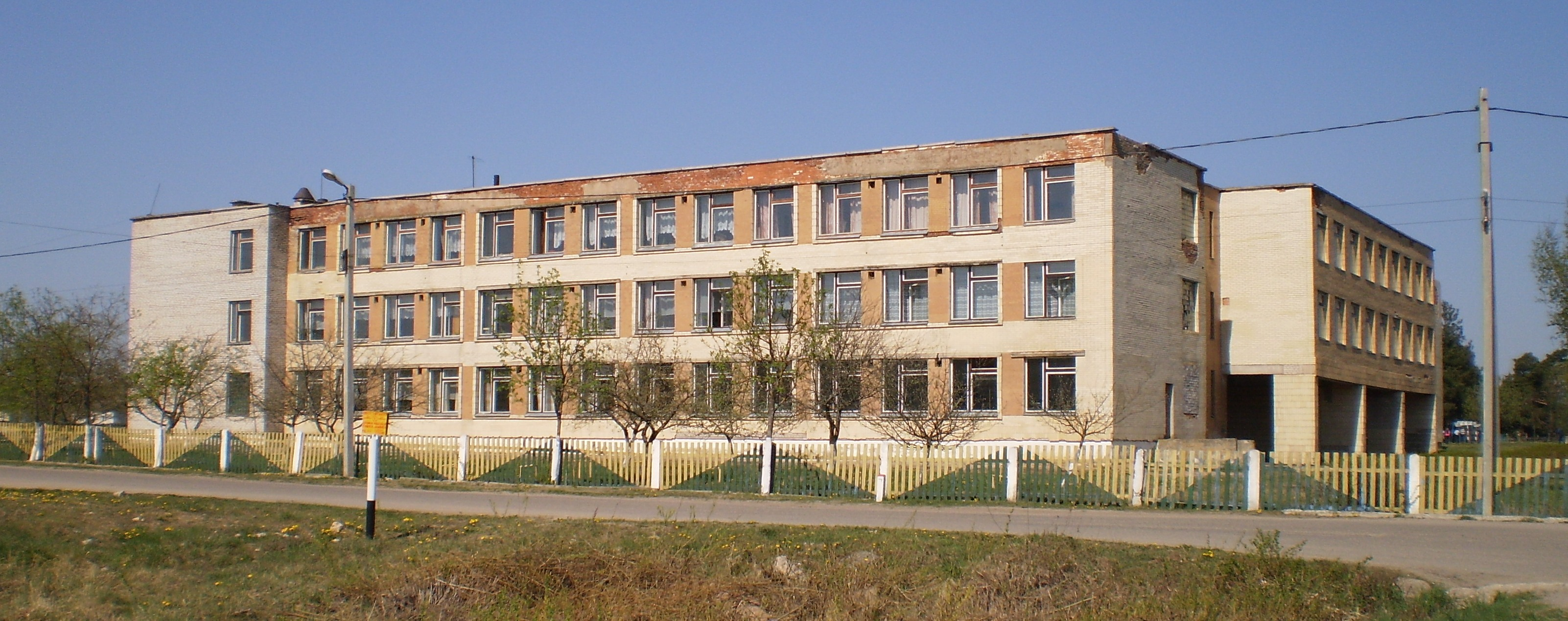
Бегомльская средняя общеобразовательная школа

В Бегомле расположена средняя общеобразовательная школа (ГУО «Бегомльская средняя школа Докшицкого района имени С. С. Манковича»), Бегомльская детская музыкальная школа, детский сад, а также школа-интернат для детей-сирот (ГУО «Бегомльская вспомогательная школа-интернат для детей-сирот»).

## Культура
Музей народной славы, поселковая библиотека, а также Дом культуры обеспечивают культурный отдых жителей и гостей Бегомля. В фондах музея насчитывается 17 383 экспоната, в том числе 13 783 экспоната основного фонда и 3600 научно-вспомогательного. Во дворе музея стоит экспонат — самолёт Ил-14, олицетворяющий собой память о времени и жизнях, потраченных на борьбу с фашистскими оккупантами. Самолет ранее использовался в полярной авиации и был передан Музею народной славы Бегомля в начале 1990-х годов как память о подвиге бегомльцев, обеспечивших существование партизанского аэродрома, имевшего стратегическое значение.
На выезде в сторону Докшиц установлен памятник партизанскому аэродрому. Мемориальная табличка гласит: «Здесь в 1942—1944 гг. действовал партизанский аэродром, через который поддерживалась связь с «Большой землей», отсюда начала свой боевой путь группа организаторов партизанского движения в Литве». Памятник в 1967 году открывал Петр Миронович Машеров, который в своей речи отметил значительный вклад бегомльских партизан в общую борьбу против фашистов, а также сказал, что в будущем видит на месте Бегомля город-сад под названием Партизанск.
В Бегомле расположен музей в ГУО «Бегомльская средняя школа Докшицкого района имени С. С. Манковича».
Действует филиал музея — Мемориальный комплекс «Шуневка».

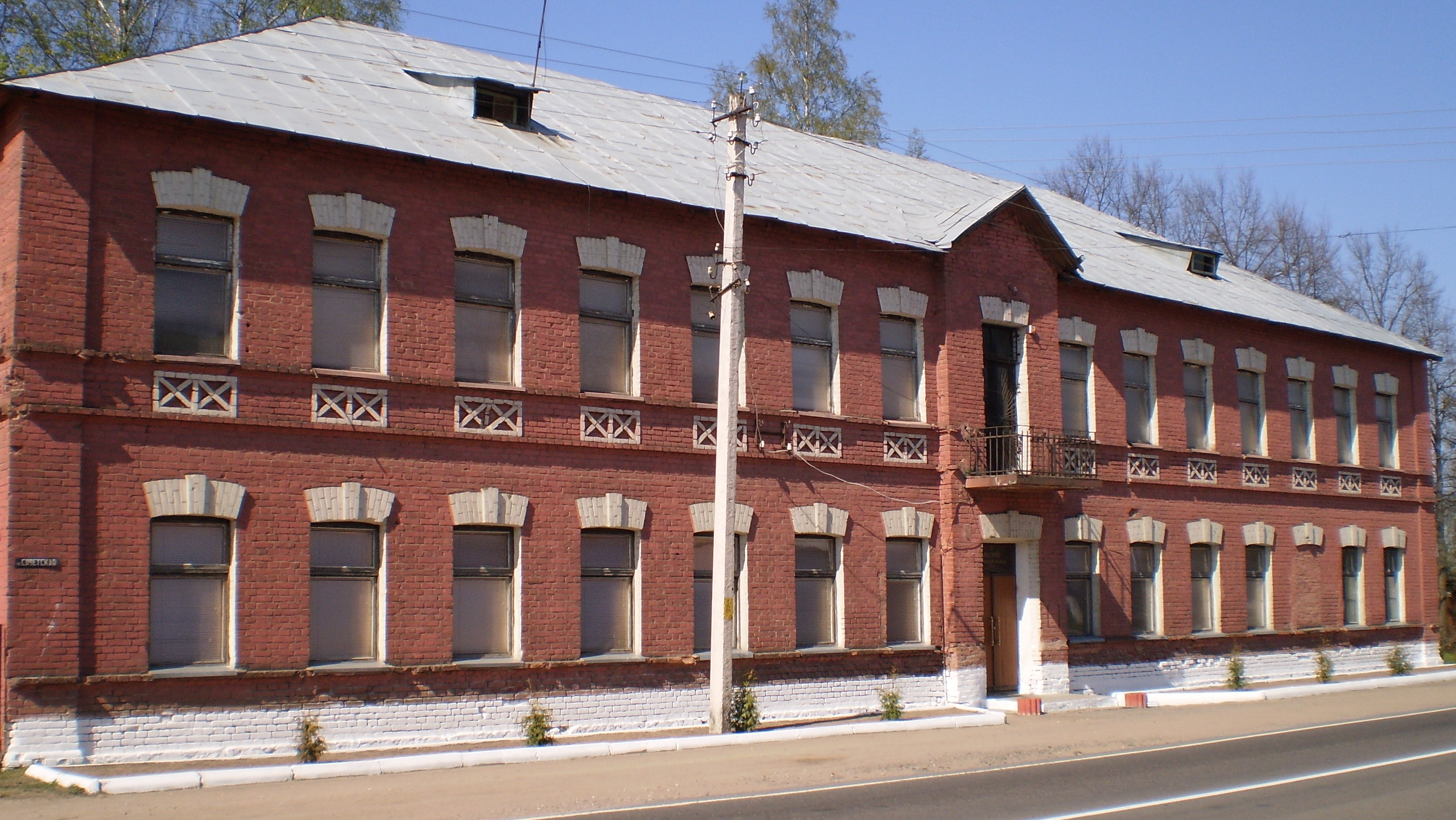
Бегомльский Музей народной славы
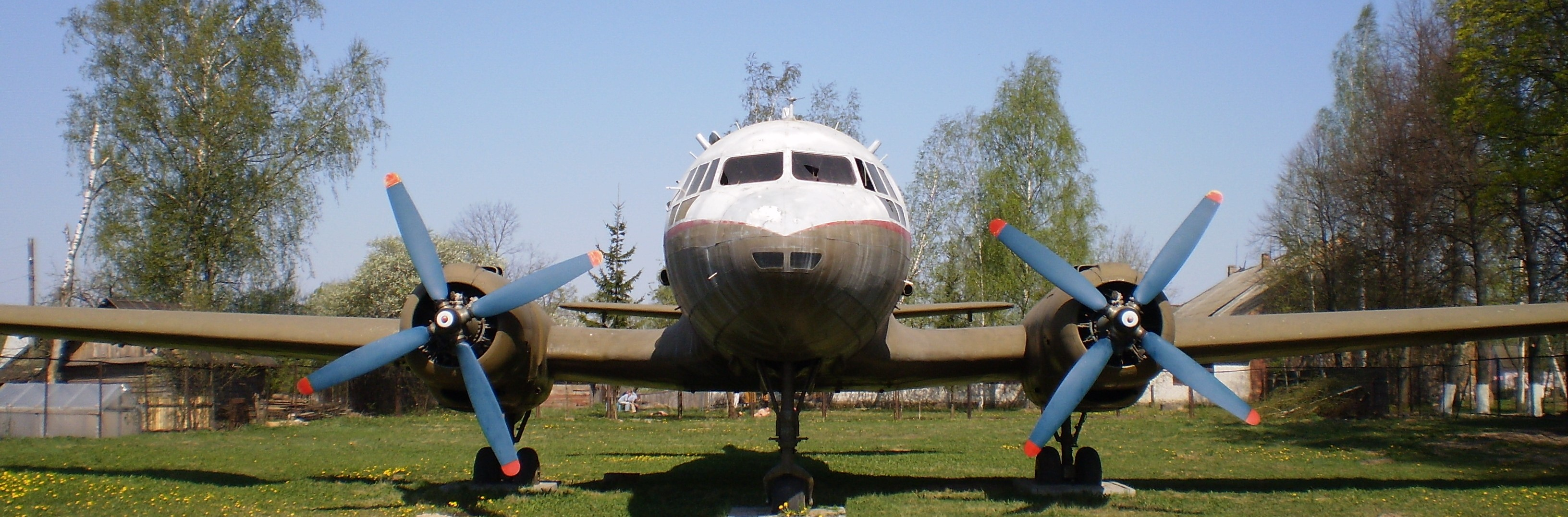
Самолёт Ил-14 около Музея народной славы
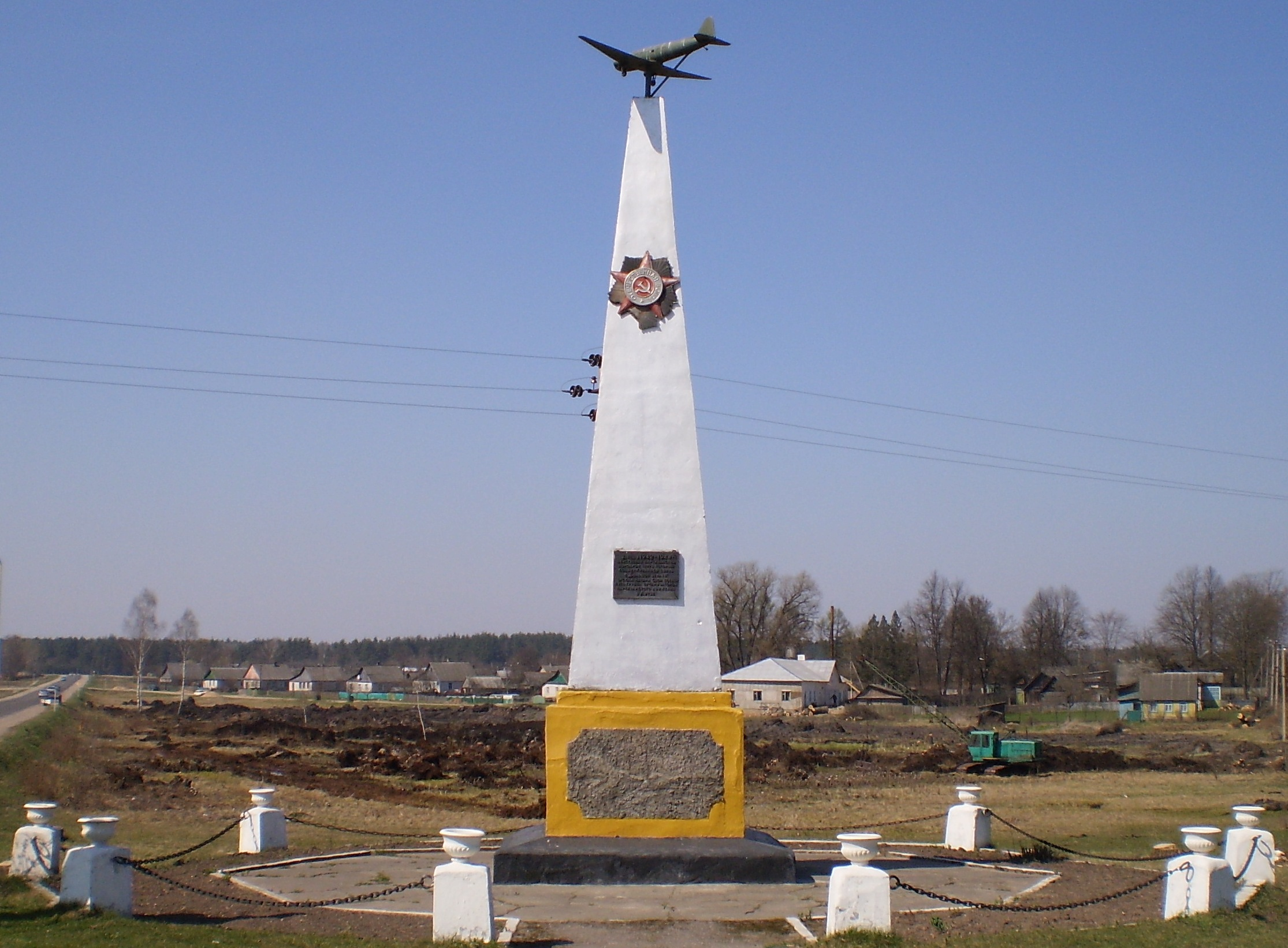
Памятник литовскому лётчику
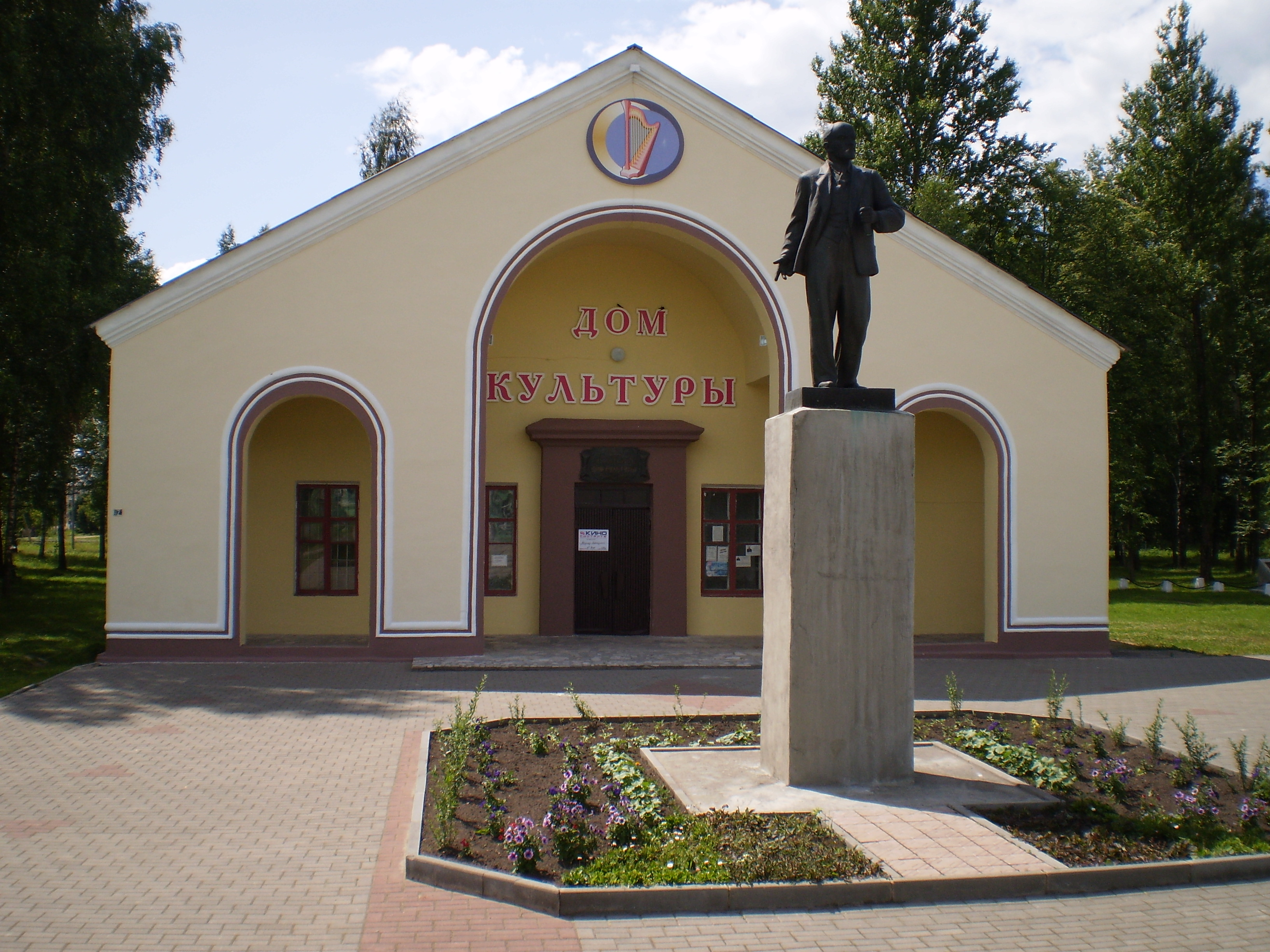
Дом культуры

## Достопримечательность
- Церковь Всех Святых (1866—1886) —  Историко-культурная ценность Республики Беларусь, шифр 213Г000878.
- Приход Храма Всех Святых (новое здание).
- Промышленный комплекс (1870—1874), в том числе корпус спиртосортировки, спиртохранилище, сторожка.
- Стёп-камень, Акулинина сосна, Мёртвое озеро, Жальники, Святой колодец, Курганы.

### Бегомльская церковь всех Святых
Бегомльская церковь всех Святых (Свято-Рождества-Богородицкая церковь) построена во второй половине XIX столетия в ретроспективно-русском стиле. В послевоенные годы в здании церкви располагался спиртзавод. В советское время здание не реставрировалось, вследствие чего постепенно пришло в негодность. К настоящему моменту полностью разрушена задняя стена, в правой стене образовался значительный пролом с обрушением кирпича. Фактически в настоящих условиях церковь не подлежит восстановлению, несмотря на то, что является охраняемым государством историческим памятником. В сборнике «Христианские храмы Беларуси на фотографиях Яна Балзункевича. Начало XIX столетия», отпечатанном в 2000 году РУП «Издательство "Урожай"», под размещенной фотографией храма написано, что церковь не сохранилась.

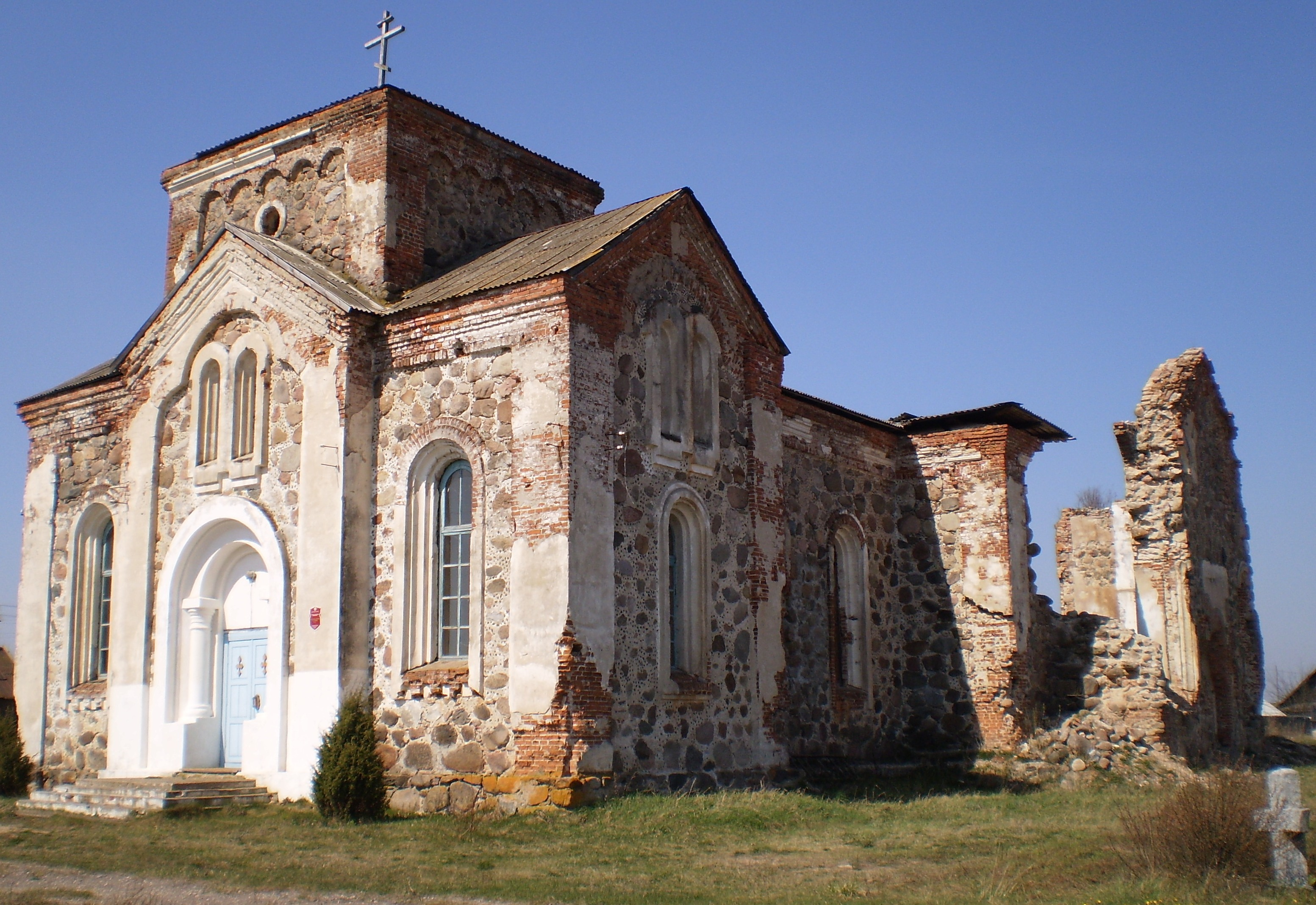
Бегомльская церковь Всех Святых XIX века
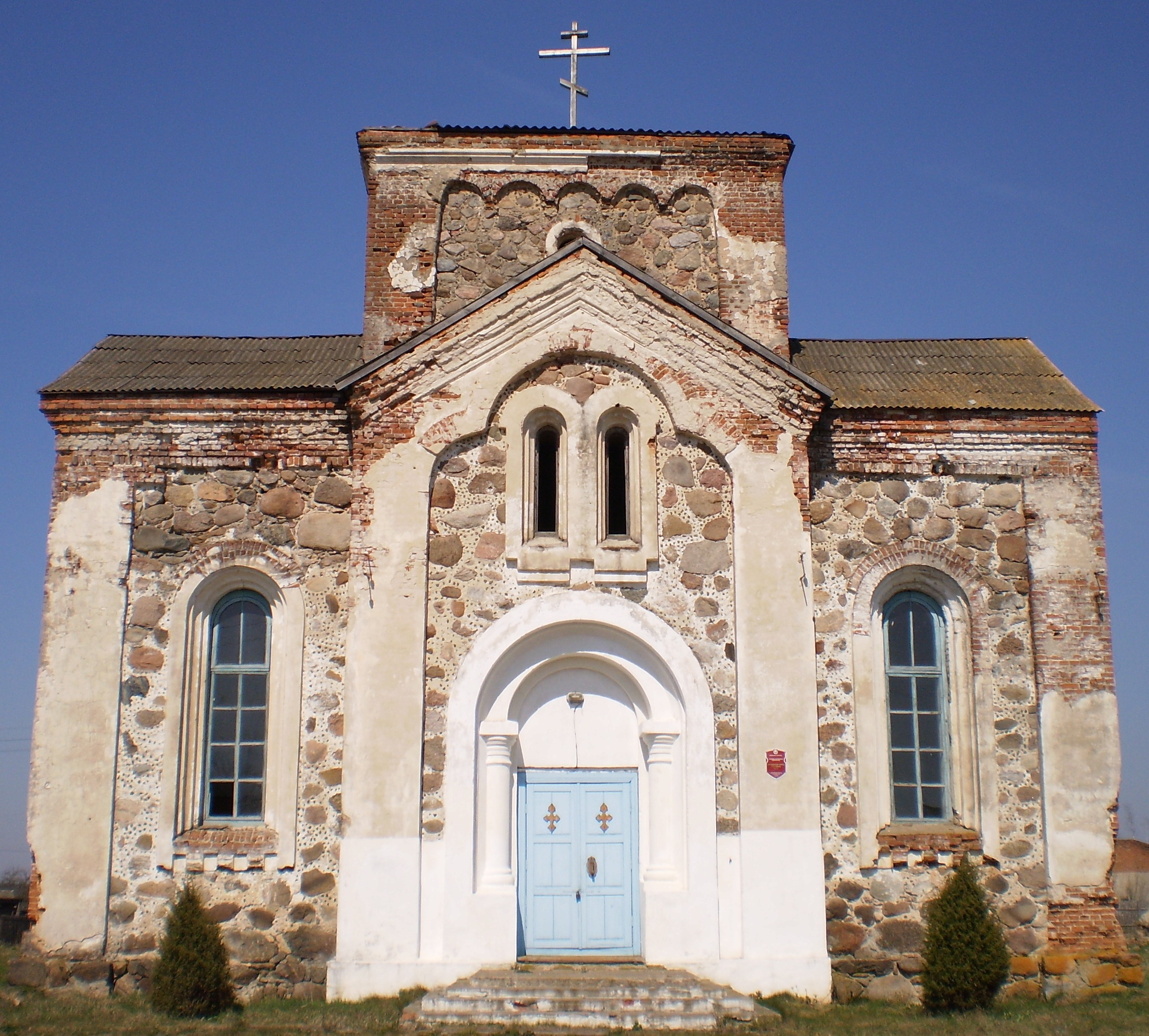
Фасад бегомльской церкви Всех Святых XIX века
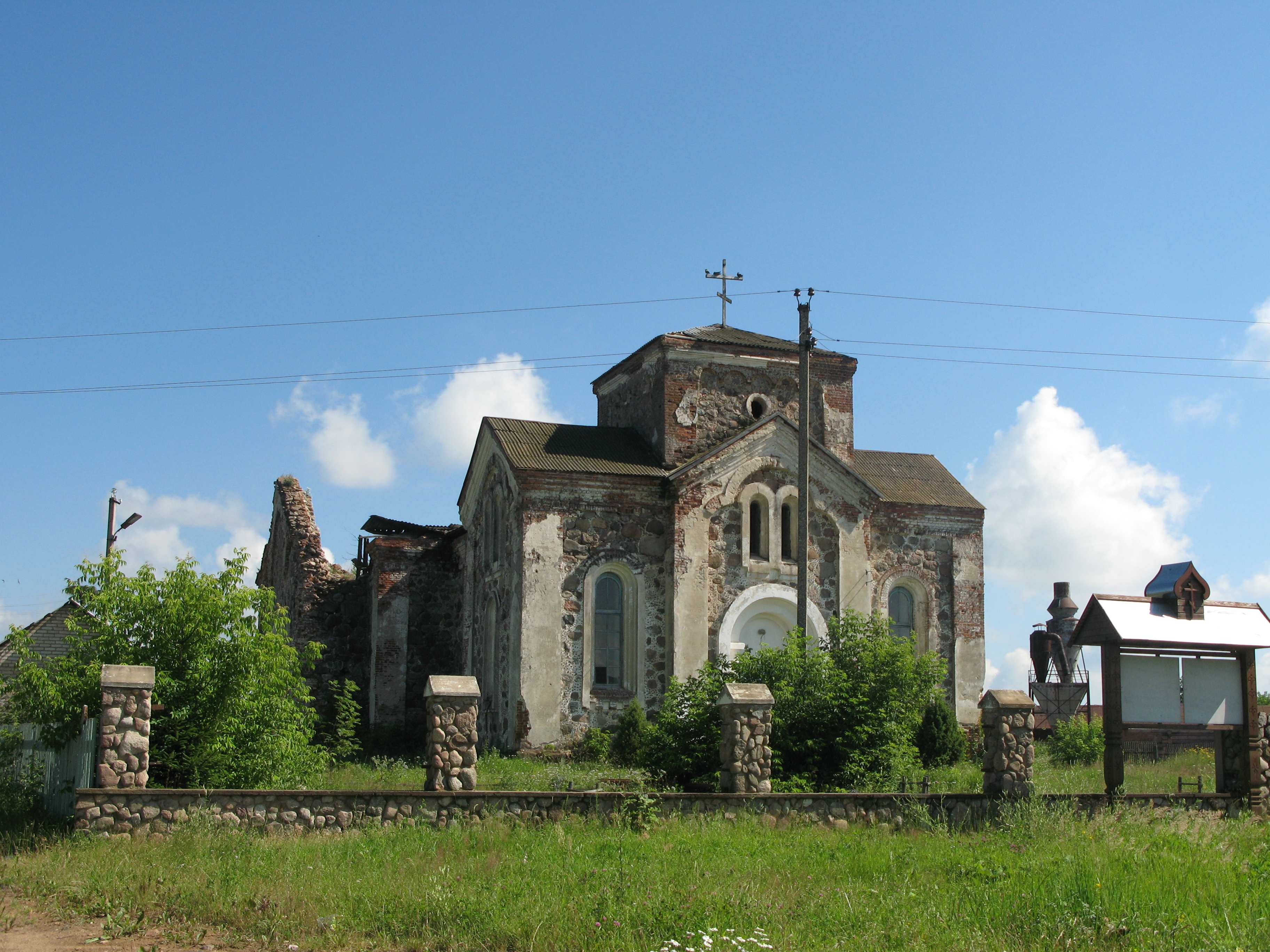
Бегомльская церковь Всех Святых XIX века
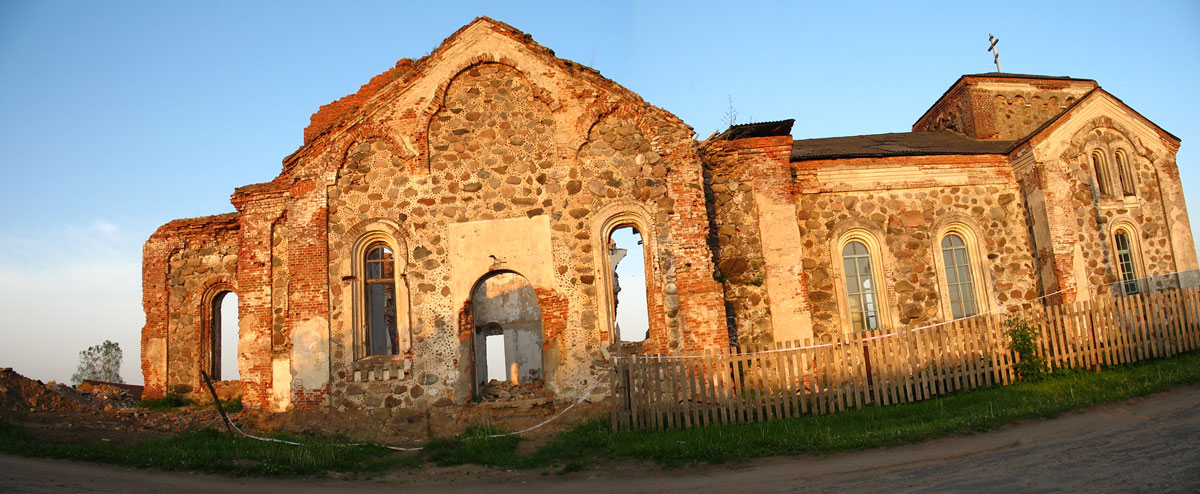
Бегомльская церковь Всех Святых
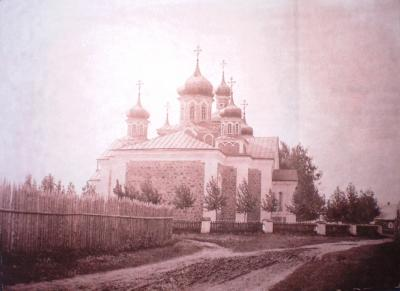
Бегомльская церковь. Фотография начала XX века. Ян Балзункевич

### Памятник, скульптура
- Памятник В. И. Ленину.
- Памятник-самолёт Ил-14Т.
- Памятник литовскому лётчику.
- Братская могила (1941—1944) —  Историко-культурная ценность Республики Беларусь, шифр 213Д000431.
- Бюст Герою С. С. Манковичу. Перевезён из д. Березино в г. п. Бегомль, установлен около средней школы.

## Галерея

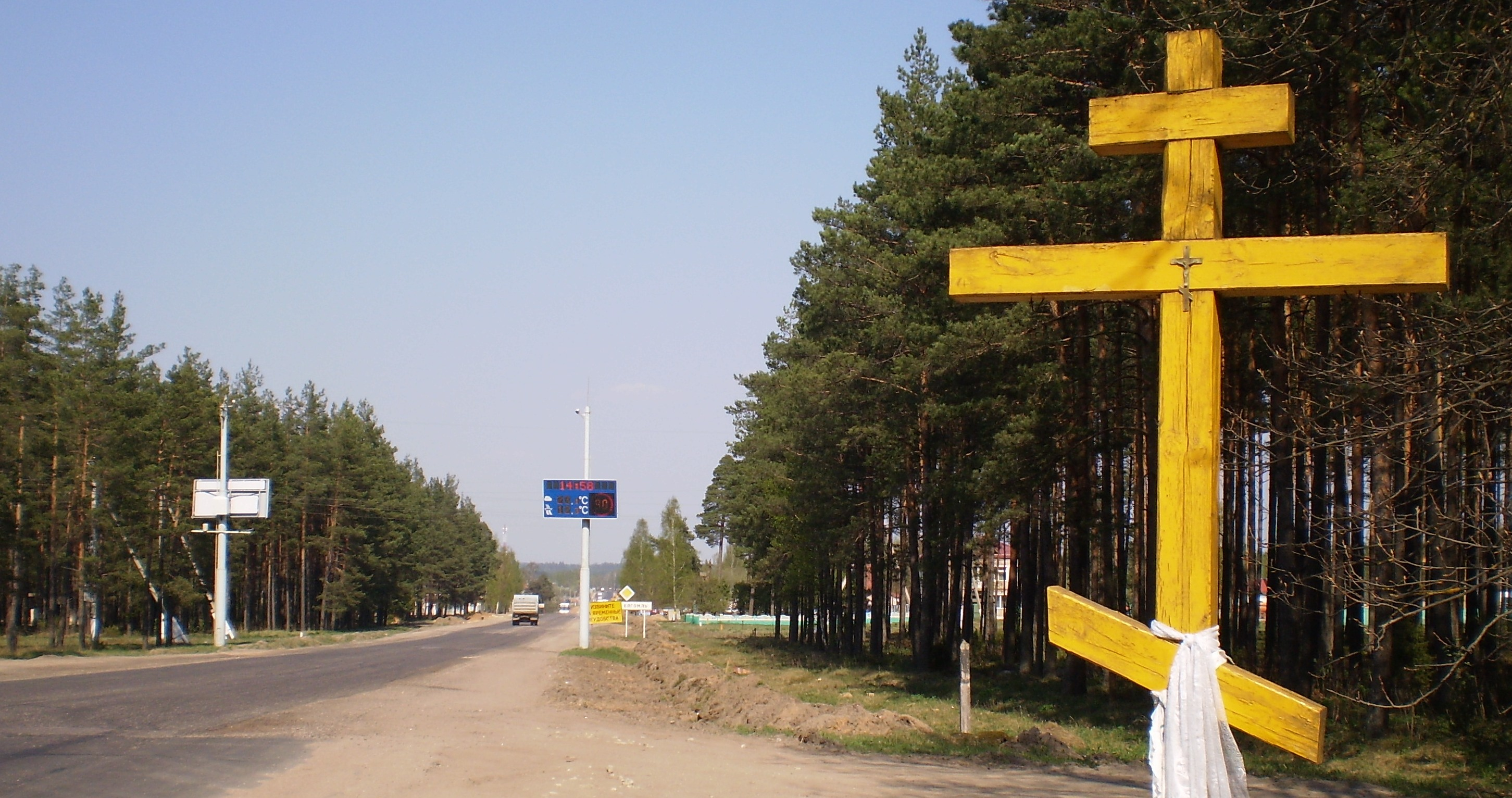
Крест на въезде в Бегомль со стороны Минска
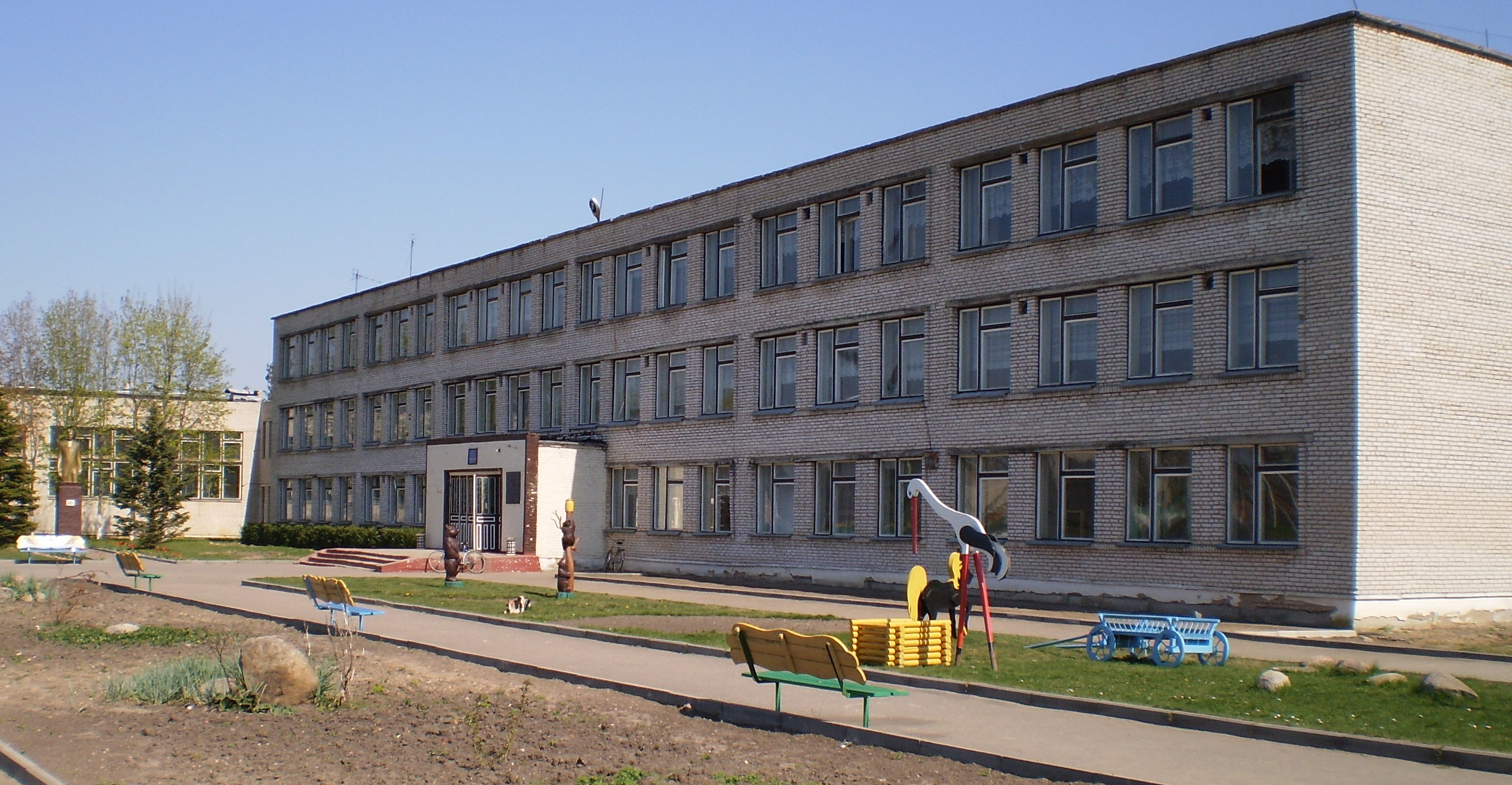
Вид на Бегомльскую школу с внутреннего двора
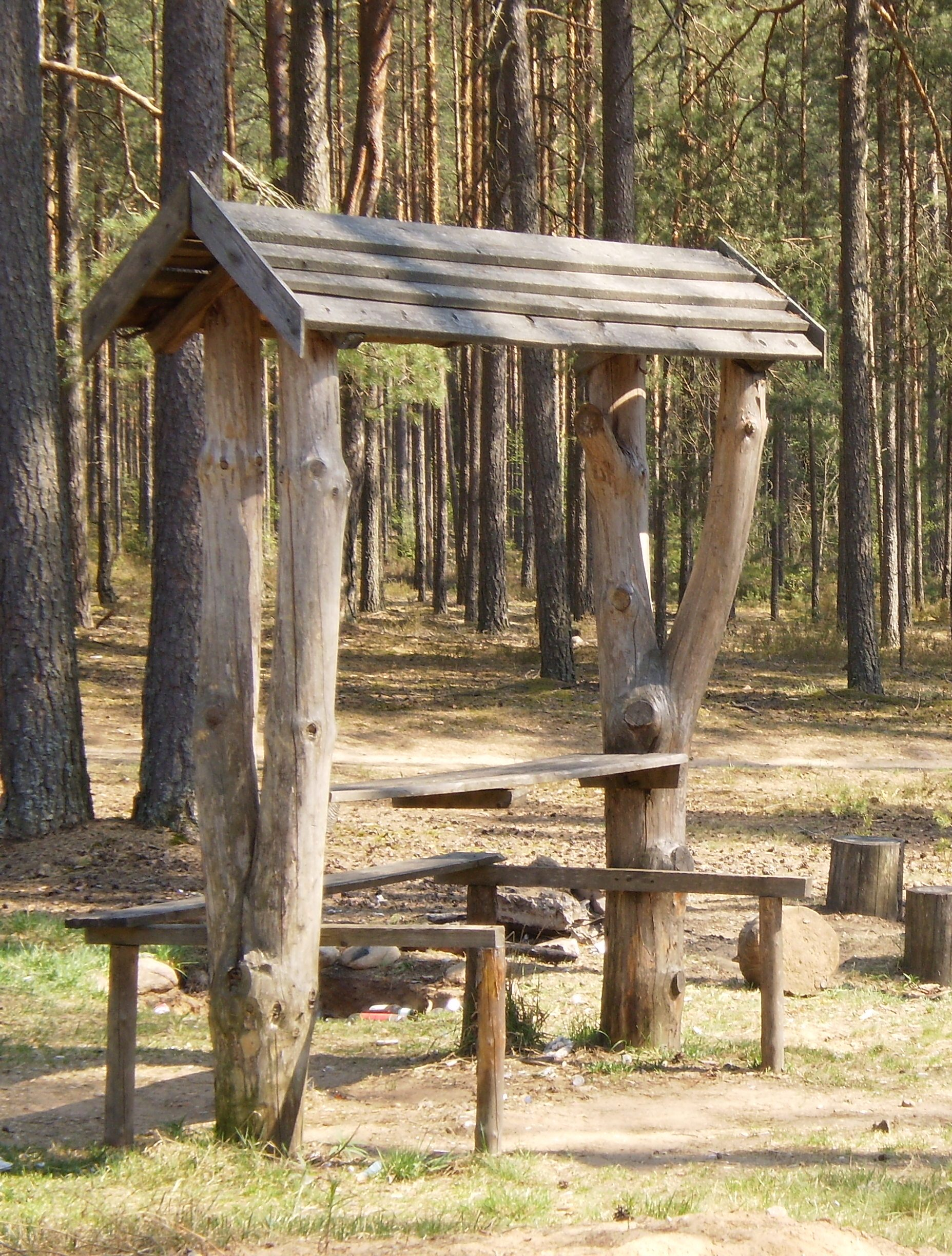
Лес около Бегомля
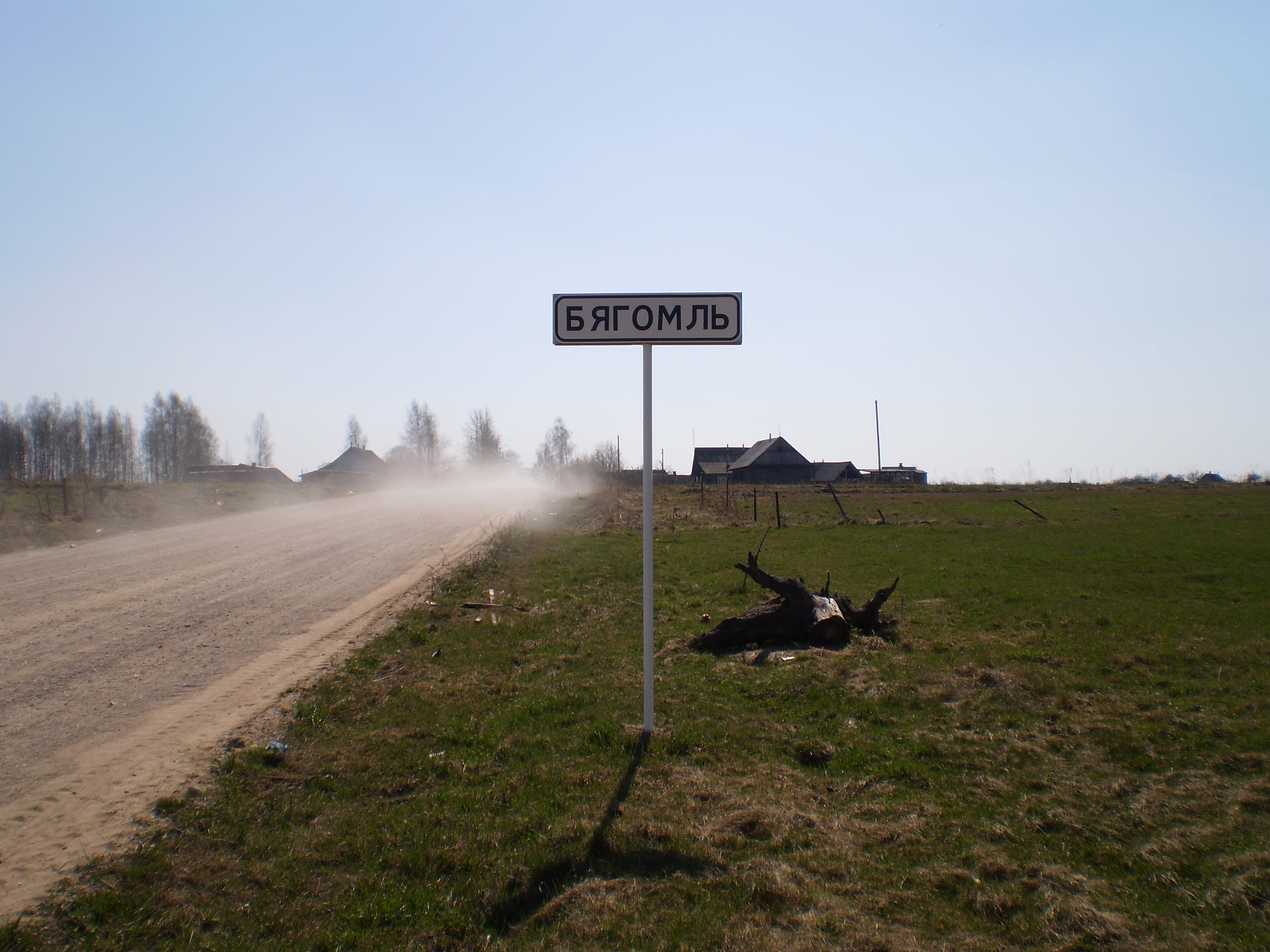
Вид на Бегомль со стороны деревни Бересневка
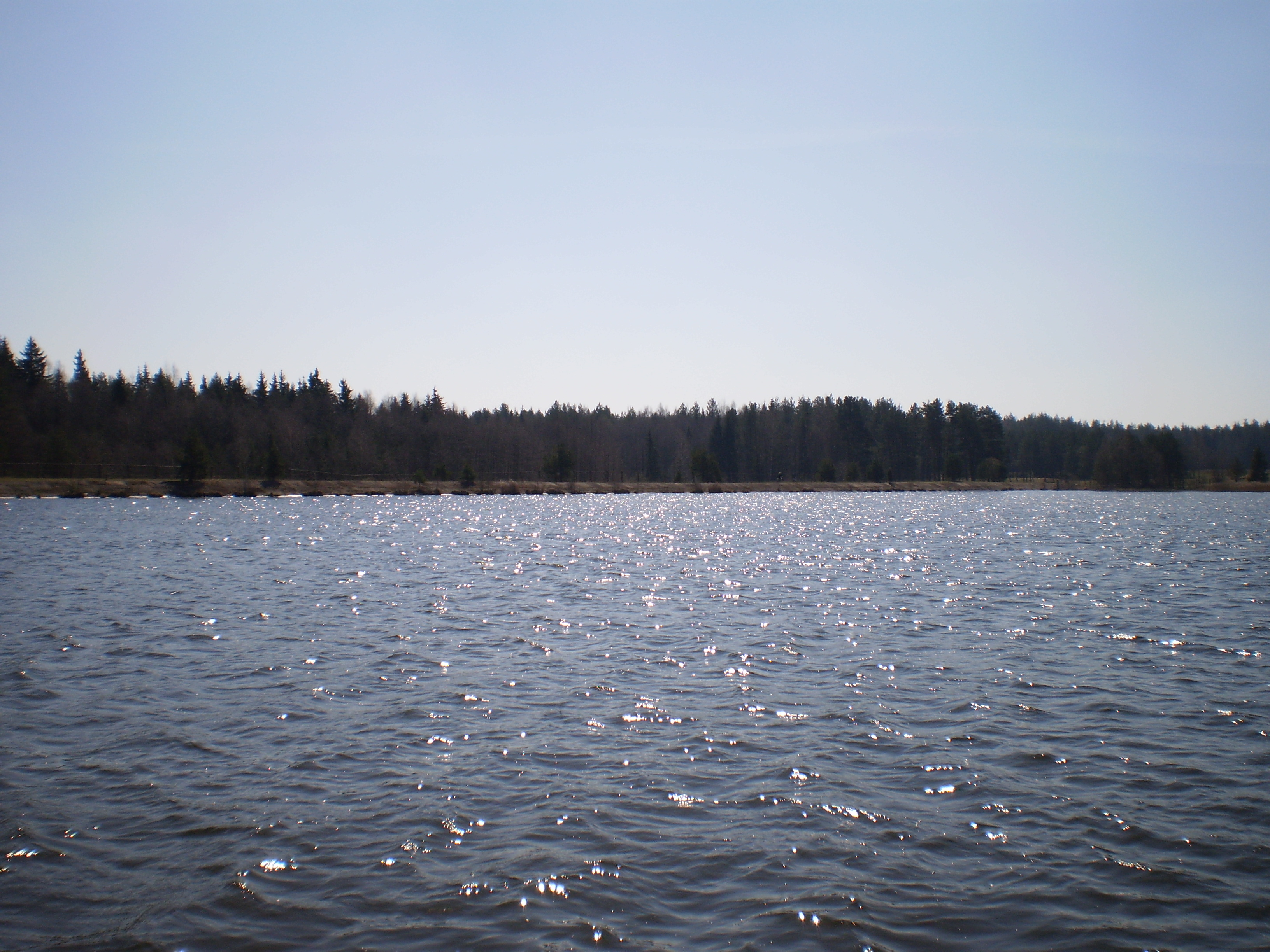
Будачевское озеро возле Санатория «Боровое»
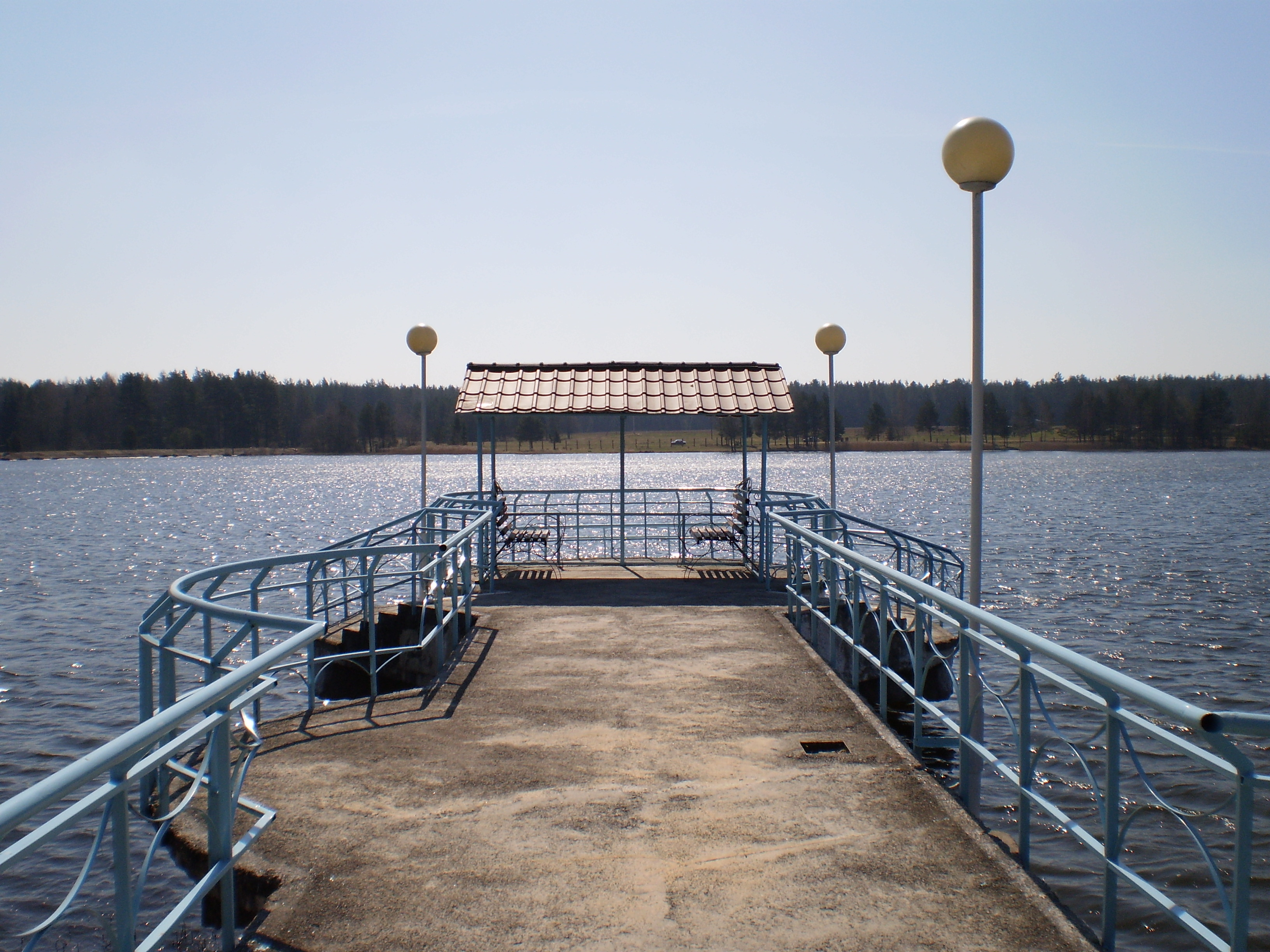
Пирс на Будачевском озере
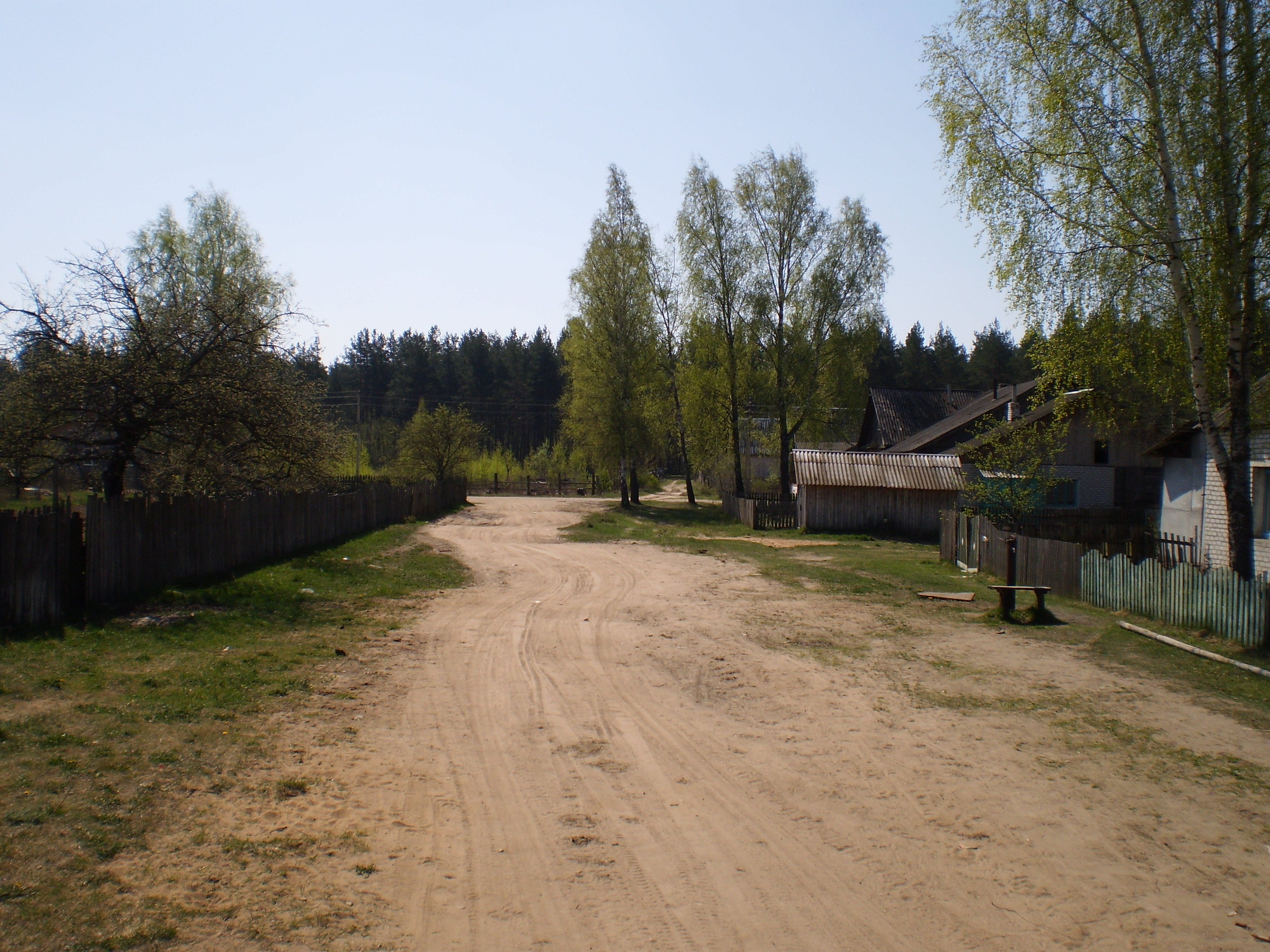
Окраина Бегомля
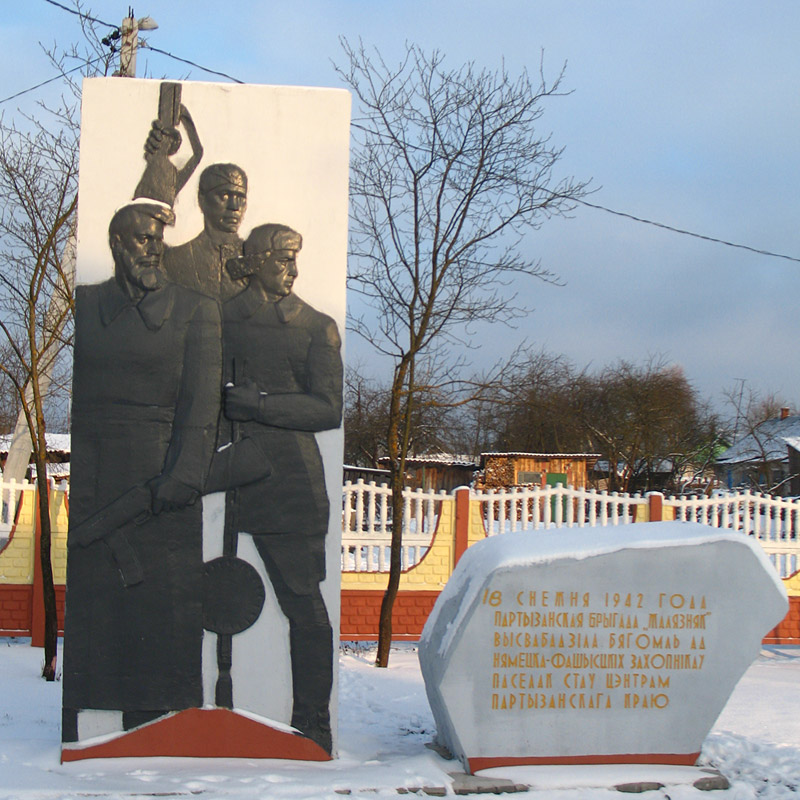
Воинский мемориал